# 842 (numero)
Ottocentoquarantadue (842) è il numero naturale dopo l'841 e prima dell'843.

## Proprietà matematiche
- È un numero pari.
- È un numero composto con 4 divisori: 1, 2, 421, 842. Poiché la somma dei suoi divisori (escluso il numero stesso) è 424 < 842, è un numero difettivo.
- È un numero semiprimo.
- È un numero nontotiente (per cui la equazione φ(x) = n non ha soluzione).
- È un numero palindromo e un numero ondulante nel sistema posizionale a base 11 (6A6), a base 29 (101).
- È un numero palindromo e un numero a cifra ripetuta nel sistema posizionale a base 20 (222).
- È un numero odioso.
- È un numero intero privo di quadrati.
- È parte delle terne pitagoriche (58, 840, 842), (842, 172240, 172242).

## Astronomia
- 842 Kerstin è un asteroide della fascia principale del sistema solare.
- NGC 842 è una galassia lenticolare della costellazione della Balena.

## Astronautica
- Cosmos 842 è un satellite artificiale russo.

## Altri ambiti
- La E842 è una strada europea. Presenta una copertura minima di km sull'unico tracciato della A16 tra Napoli e Canosa. Copre appunto per intero la A16 dei due mari con una lunghezza pari a 172 km collegando Canosa e Cerignola a Napoli e al Tirreno.